# Liga Femenina 2 de baloncesto 2016-17
La Liga Femenina 2 de baloncesto 2016-17 fue la 16.ª temporada de la segunda máxima competición de clubes femeninos de baloncesto en España organizada por la Federación Española de Baloncesto. 

## Formato
- Liga regular: participaron 28 equipos, divididos en dos grupos de catorce equipos cada uno.[1] En cada grupo jugaron todos contra todos en partidos de ida/vuelta en 26 jornadas.
- Fase final: los cuatro primeros de ambos grupos disputaron en una misma sede la fase de ascenso a Liga Femenina, se dividieron en dos grupos de cuatro equipos, dos del grupo A y 2 del grupo B según el orden de clasificación. Los dos mejores de cada grupo pasaron a las semifinales. El ganador de cada una de ellas ascendió deportivamente a Liga Femenina.[2]
- Los dos últimos clasificados en la liga regular en cada grupo descendieron a Primera División Femenina.

## Clubs participantes

### Grupo A
| Equipo                         | Ciudad                |
| ------------------------------ | --------------------- |
| Linkia FP - Joventut Les Corts | Barcelona             |
| Lima-Horta Barcelona           | Barcelona             |
| Segle XXI                      | Esplugas de Llobregat |
| Snatt's Femení Sant Adrià      | San Adrián de Besós   |
| Aros Patatas Hijolusa          | León                  |
| Ponce Valladolid               | Valladolid            |
| Durán Maquinaria Ensino        | Lugo                  |
| CB Arxil                       | Pontevedra            |
| RC Celta Zorka                 | Vigo                  |
| Kemegal Cortegada              | Villagarcía de Arosa  |
| Añares Rioja ISB               | Azpeitia              |
| Gdko Ibaizabal                 | Galdácano             |
| ADBA                           | Avilés                |
| Universidad de Oviedo          | Oviedo                |

### Grupo B
| Equipo                                 | Ciudad                     |
| -------------------------------------- | -------------------------- |
| Azulejos Moncayo Basket Antiguo Boscos | Zaragoza                   |
| Batalyaws Extremadura                  | Badajoz                    |
| Instituto de Fertilidad Air Europa     | El Arenal                  |
| Ciudad de los Adelantados              | San Cristóbal de La Laguna |
| Vega Lagunera Adareva                  | San Cristóbal de La Laguna |
| Pacisa Alcobendas                      | Alcobendas                 |
| Laboratorios Ynsadiet Leganés          | Leganés                    |
| Movistar Estudiantes                   | Madrid                     |
| Olímpico 64 Colegio Santa Gema         | Madrid                     |
| Distrito Olímpico                      | Madrid                     |
| Rivas Ecópolis                         | Rivas-Vaciamadrid          |
| Campus Promete LF2                     | Logroño                    |
| Picken Claret                          | Valencia                   |
| Valencia BC                            | Valencia                   |

## Liga Regular

### Grupo A
| | Equipo                         | Puntos | J  | G  | P  | PF   | PC   | DP   |
| --- | ------------------------------ | ------ | -- | -- | -- | ---- | ---- | ---- |
| 1 | Aros Patatas Hijolusa          | 48     | 26 | 22 | 4  | 1893 | 1500 | 393  |
| 2 | Snatt's Femení Sant Adrià      | 47     | 26 | 21 | 5  | 1753 | 1440 | 313  |
| 3 | Kemegal Cortegada              | 43     | 26 | 17 | 9  | 1728 | 1544 | 184  |
| 4 | Linkia FP - Joventut Les Corts | 41     | 26 | 15 | 11 | 1791 | 1757 | 34   |
| 5 | Gdko Ibaizabal                 | 41     | 26 | 15 | 11 | 1652 | 1573 | 79   |
| 6 | CB Arxil                       | 40     | 26 | 14 | 12 | 1639 | 1662 | -23  |
| 7 | Lima-Horta Barcelona           | 39     | 26 | 13 | 13 | 1687 | 1724 | -37  |
| 8 | RC Celta Zorka                 | 38     | 26 | 12 | 14 | 1738 | 1644 | 94   |
| 9 | Segle XXI                      | 37     | 26 | 11 | 15 | 1622 | 1753 | -131 |
| 10 | Durán Maquinaria Ensino        | 37     | 26 | 11 | 15 | 1748 | 1829 | -81  |
| 11 | Añares Rioja ISB               | 36     | 26 | 10 | 16 | 1706 | 1703 | 3    |
| 12 | ADBA                           | 35     | 26 | 9  | 17 | 1552 | 1763 | -211 |
| 13 | Universidad de Oviedo          | 34     | 26 | 8  | 18 | 1628 | 1970 | -342 |
| 14 | Ponce Valladolid               | 30     | 26 | 4  | 22 | 1503 | 1778 | -275 |
| Fuente: Federación Española de Baloncesto: Clasificación de la Liga Femenina 2 - Grupo A; actualización automática |                                |        |    |    |    |      |      |      |

### Grupo B
| | Equipo                                 | Puntos | J  | G  | P  | PF   | PC   | DP   |
| --- | -------------------------------------- | ------ | -- | -- | -- | ---- | ---- | ---- |
| 1 | Ciudad de los Adelantados              | 47     | 26 | 21 | 5  | 1844 | 1534 | 310  |
| 2 | Movistar Estudiantes                   | 47     | 26 | 21 | 5  | 1746 | 1576 | 170  |
| 3 | Pacisa Alcobendas                      | 46     | 26 | 20 | 6  | 1943 | 1681 | 262  |
| 4 | Laboratorios Ynsadiet Leganés          | 44     | 26 | 18 | 8  | 1863 | 1644 | 219  |
| 5 | Distrito Olímpico                      | 42     | 26 | 16 | 10 | 1697 | 1637 | 60   |
| 6 | Rivas Ecópolis                         | 41     | 26 | 15 | 11 | 1663 | 1580 | 83   |
| 7 | Vega Lagunera Adareva                  | 41     | 26 | 15 | 11 | 1805 | 1766 | 39   |
| 8 | Azulejos Moncayo Basket Antiguo Boscos | 39     | 26 | 13 | 13 | 1543 | 1533 | 10   |
| 9 | Campus Promete LF2                     | 37     | 26 | 11 | 15 | 1551 | 1613 | -62  |
| 10 | Valencia BC                            | 34     | 26 | 8  | 18 | 1576 | 1657 | -81  |
| 11 | Batalyaws Extremadura                  | 34     | 26 | 8  | 18 | 1579 | 1813 | -234 |
| 12 | Picken Claret                          | 33     | 26 | 7  | 19 | 1539 | 1724 | -185 |
| 13 | Instituto de Fertilidad Air Europa     | 32     | 26 | 6  | 20 | 1660 | 1895 | -235 |
| 14 | Olímpico 64 Colegio Santa Gema         | 29     | 26 | 3  | 23 | 1453 | 1789 | -336 |
| Fuente: Federación Española de Baloncesto: Clasificación de la Liga Femenina 2 - Grupo B; actualización automática |                                        |        |    |    |    |      |      |      |

## Fase Final

### Grupo 1
| | Equipo                         | Puntos | J | G | P | PF  | PC  | DP  |
| --- | ------------------------------ | ------ | - | - | - | --- | --- | --- |
| 1 | Movistar Estudiantes           | 6      | 3 | 3 | 0 | 205 | 176 | 29  |
| 2 | Pacisa Alcobendas              | 5      | 3 | 2 | 1 | 232 | 228 | 4   |
| 3 | Aros Patatas Hijolusa          | 4      | 3 | 1 | 2 | 189 | 195 | -6  |
| 4 | Linkia FP - Joventut Les Corts | 3      | 3 | 0 | 3 | 189 | 216 | -27 |
| Fuente: Federación Española de Baloncesto: Clasificación de la Liga Femenina 2 - Final Grupo 1; actualización automática |                                |        |   |   |   |     |     |     |

### Grupo 2
| | Equipo                        | Puntos | J | G | P | PF  | PC  | DP  |
| --- | ----------------------------- | ------ | - | - | - | --- | --- | --- |
| 1 | Snatt's Femení Sant Adrià     | 6      | 3 | 3 | 0 | 169 | 140 | 29  |
| 2 | Kemegal Cortegada             | 5      | 3 | 2 | 1 | 181 | 181 | 0   |
| 3 | Laboratorios Ynsadiet Leganés | 4      | 3 | 1 | 2 | 177 | 170 | 7   |
| 4 | Ciudad de los Adelantados     | 3      | 3 | 0 | 3 | 172 | 208 | -36 |
| Fuente: Federación Española de Baloncesto: Clasificación de la Liga Femenina 2 - Final Grupo 2; actualización automática |                               |        |   |   |   |     |     |     |

### Partidos para el ascenso
| Equipo 1             | Resultado | Equipo 2                  |
| -------------------- | --------- | ------------------------- |
| Movistar Estudiantes | 60-57     | Kemegal Cortegada         |
| Pacisa Alcobendas    | 53-62     | Snatt's Femení Sant Adrià |

## Postemporada
Ascendieron a Liga Femenina:
- Snatt's Femení Sant Adrià (Campeonas).
- Movistar Estudiantes (Subcampeonas).

Descendieron de Liga Femenina:
- Spar Gran Canaria.
- CREF ¡Hola! (renunció a participar en la Liga Femenina 2).

Descendieron a Primera División Fem:
- Instituto de Fertilidad Air Europa.
- Ponce Valladolid.
- (  Universidad de Oviedo y  Olímpico 64 Colegio Santa Gema también en posiciones de descenso, mantuvieron la categoría al ocupar vacantes).

Renunciaron a la Liga Femenina 2:
- Rivas Ecópolis.
- Azulejos Moncayo Basket Antiguo Boscos.
- Batalyaws Extremadura.

Ascendieron desde Primera División Fem:
- Barça CBS.
- Centros Único Real Canoe NC.
- ISE CB Almería.
- Ascensores Tresa - Basket Mar Gijón.
- Corral y Vargas Clínica Dental Granada (al ocupar vacantes).
- Magec Tías Contra la Violencia de Género (al ocupar vacantes).

La Liga Femenina 2 continuaría con 28 equipos en la siguiente temporada.